# Theodor I. Korsický
Theodor I. Korsický (narozen jako Theodor Freiherr von Stephan Neuhoff; 25. srpna 1694 – 11. prosince 1756), byl německý dobrodruh, který byl krátce i králem Korsiky. 

## Život
Theodor von Neuhoff se narodil v Kolíně nad Rýnem jako syn Vestfálského šlechtice. Vzdělanosti dosáhl u dvora ve Francii, působil nejprve ve francouzské armádě a potom ve Švédsku. 
V Janově se Neuhoff seznámil s několika Korsickými povstalci a uprchlíky a přesvědčil je, že by mohl osvobodit zemi od Janovské tyranie, pokud ho zvolí králem ostrova. S pomocí tuniského vládce přistál na Korsice v březnu 1736 s vojenskou pomocí. Ostrovany byl zvolen a korunován králem. Přijal titul král Theodor I. a vedl válku s Janovem, nejprve s velkým úspěchem. Ale boje mezi povstalci brzy vedly k jejich porážce a Janované záhy vypsali odměnu na jeho osobu. Poté Theodor odešel z Korsiky v listopadu 1736, údajně proto, aby mohl usilovat o zahraniční pomoc. Obešel řadu evropských zemí a vyrazil do Holandska, kde byl zatčen kvůli dluhu v Amsterdamu.
Po propuštění se ještě vrátil na Korsiku v roce 1738, 1739 a 1743. V roce 1749 odešel do Anglie hledat podporu, ale nakonec znovu upadl do dluhů a byl uvězněn ve vězení dlužníků v Londýně až do roku 1755. Zemřel v roce 1756, ve věku 62 let.

## Epitaf na hrobě

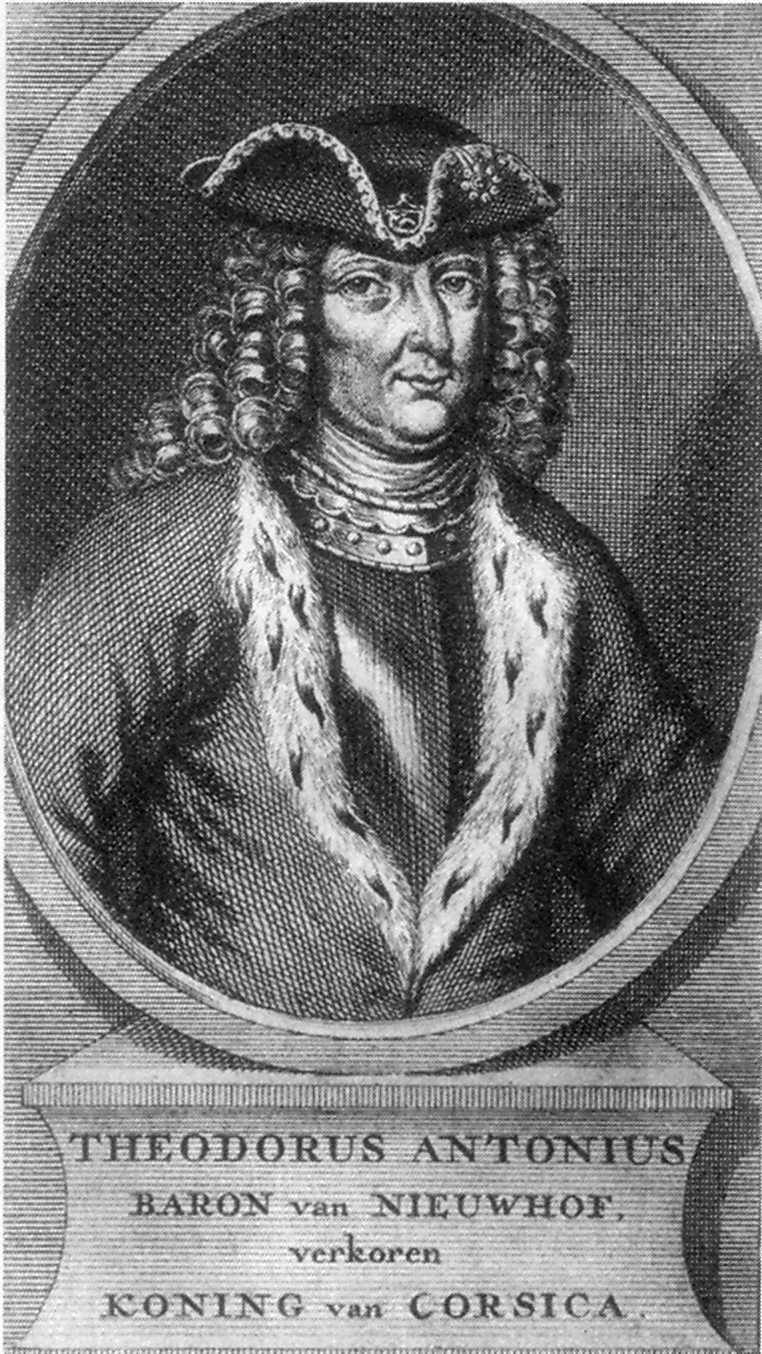
Theodor von Neuhoff

Byl pohřben na hřbitově St. Anne's Church ve čtvrti Soho v centru Londýna. Náhrobní nápis mu napsal Horace Walpole:

Hrob, velký učitel, do jedné řady staví
hrdiny s žebráky a galejníky s králi.
Ale Theodor se o tom poučil ještě než zemřel:
Podivný osud ho zvláštní ranou stihl,
že mu dal království, ale odepřel mu chléb.